# 梁丘賀
梁丘賀（约前166年—？），字长翁，琅琊诸城人，汉朝大臣，儒家学者。

## 生平
师从于京房、田王孙学习《易经》，历任武骑、都司空令、郎。汉宣帝在位时，以筮有应验，历任太中大夫、给事中、少府。为人小心、行事周密，受到汉宣帝重用。自称《易》学的一个学派。传授给其子梁丘临。

## 家庭
- 长子：梁丘临

## 延伸阅读
[在维基数据编辑]
 《漢書·卷088》，出自班固《漢書》